# Villeroy (Quebec)
Villeroy es un municipio canadiense situado en la provincia de Quebec.

## Superficie
Villeroy tiene una superficie de 101,9 km².

## Demografía
En 2021, tenía 488 habitantes, una densidad poblacional de 4,8 hab./km², y 235 viviendas.